# Per Kleppe

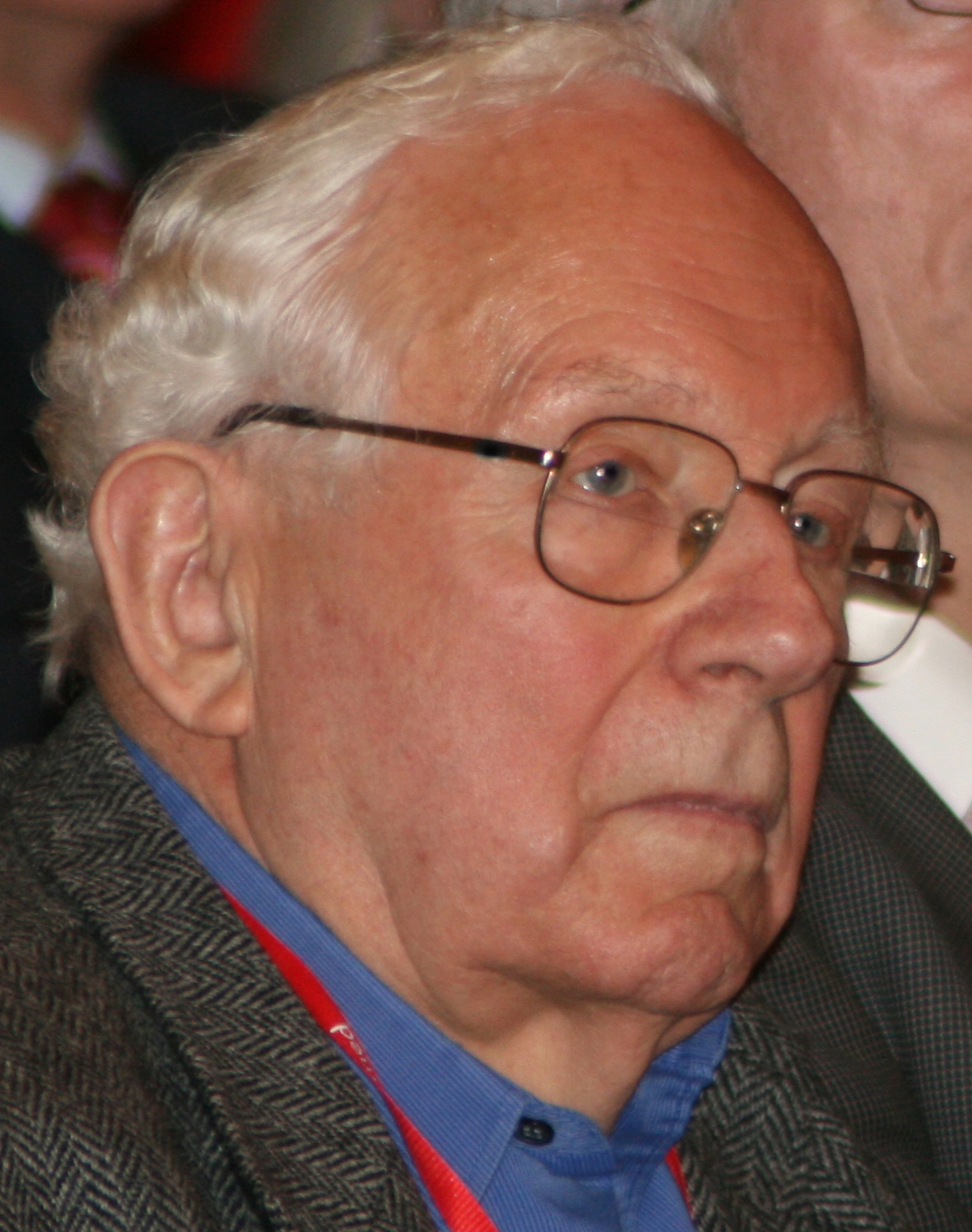
Per Kleppe (2009)

Per Kleppe (* 13. April 1923 in Oslo; † 10. März 2021 ebenda) war ein norwegischer Politiker der Arbeiderpartiet, der unter anderem zwischen 1971 und 1972 Handels- und Schifffahrtsminister in der ersten Regierung von Ministerpräsident Trygve Bratteli, von 1973 bis 1979 Finanzminister in der zweiten Regierung Bratteli sowie der Regierung von Ministerpräsident Odvar Nordli sowie zuletzt zwischen 1980 und 1981 Leiter des Planungssekretariats im Ministerrang in der Regierung Nordli sowie der ersten Regierung von Ministerpräsidentin Gro Harlem Brundtland war. Zwischen 1981 und 1988 fungierte er als Generalsekretär der Europäischen Freihandelsassoziation (EFTA).

## Leben

### Studium und Jugendfunktionär
Kleppe, Sohn des Rechtsanwalts Knut Sigurd Kleppe und dessen Ehefrau Nathalie Mathilde Andersen, begann nach dem Schulbesuch 1941 ein Studium der Wirtschaftswissenschaften an der Universität Oslo, das er jedoch wegen des Zweiten Weltkrieges zeitweilig unterbrechen musste.
Bereits während des Studiums begann er seine politische Laufbahn in der Arbeiderpartiet und war zunächst zwischen 1948 und 1949 Vorsitzender der Sozialistischen Studentenliga sowie danach von 1949 bis 1955 Mitglied des Zentralvorstandes der Jugendorganisation der Arbeiterpartei AUF (Arbeidernes Ungdomsfylking). Zugleich war er zwischen 1951 und 1955 Vize-Mitglied des Stadtrates von Oslo sowie von 1952 bis 1955 Vize-Vorsitzender des dortigen Jugendausschusses und zwischen 1953 und 1955 auch Vorsitzender des Europäischen Jugendrates.
Seine berufliche Laufbahn begann Kleppe 1952 als Sekretär im Finanzministerium sowie im Anschluss von 1953 bis 1954 als Sekretär im Statistischen Zentralbüro, ehe er von 1954 bis 1957 Sekretär des Lenkungsausschusses des Forschungsrates.

### Vize-Mitglied des Storting und Staatssekretär
1954 wurde Kleppe für die Arbeiderpartiet für Oslo zum Vize-Mitglied des Storting gewählt und übte diese Funktion bis 1957 aus. Während dieser Zeit schloss er 1956 sein Studium an der Universität Oslo als Candidatus oeconomices (Cand. oecon.) ab.
Am 25. Februar 1957 wurde er Staatssekretär im Finanzministerium und war als solcher bis zum 1. März 1962 engster Mitarbeiter der damaligen Finanzminister der Regierung von Ministerpräsident Einar Gerhardsen, Trygve Bratteli beziehungsweise seit dem 23. April 1960 Petter Jakob Bjerve.
Nach seinem Ausscheiden aus diesem Amt wurde er 1962 zunächst hauptamtlicher Sekretär des für die Aufstellung des Haushalts zuständigen Ausschusses (Den finanspolitiske komité), ehe er 1963 zum Sekretariat der Europäischen Freihandelsassoziation (EFTA) nach Genf wechselte, wo er bis 1967 Leiter der Wirtschaftsabteilung war. Nach seiner Rückkehr war er zwischen 1967 und 1971 Leiter des Forschungsbüros der Arbeiterbewegung.
1969 wurde Kleppe Vize-Mitglied des Zentralvorstandes der Arbeiderpartiet und übte diese Funktion zwölf Jahre lang bis 1981 aus.

### Minister in den Regierungen Bratteli, Nordli und Brundtland

#### Handelsminister 1971 bis 1972 und gescheiterte EG-Beitrittsverhandlungen
Am 17. März 1971 wurde Kleppe von Ministerpräsident Trygve Bratteli erstmals in ein Ministeramt berufen, und zwar als Handels- und Schifffahrtsminister (Handels- og Skipsfartsminister) in dessen erster Regierung. Diese Ministeramt bekleidete er bis zum Ende von Brattelis Amtszeit am 18. Oktober 1972 und war zugleich kommissarischer Industrieminister vom 24. September bis 4. November 1971 als Vertreter von Industrieminister Finn Lied. Nach seinem Ausscheiden aus der Regierung arbeitete er zwischen 1972 und 1973 wieder als Leiter des Forschungsbüros der Arbeiterbewegung.
Als Handelsminister war er verantwortlich für Verhandlungen für einen Beitritt Norwegens zu den Europäischen Gemeinschaften, die 1970 vom Storting mit 132 Stimmen zu 17 Stimmen beschlossen wurden. Es kam einige Monate später jedoch zu einer Volksabstimmung in Norwegen am 24. und 25. September 1972, bei der der Beitritt zu den Europäischen Gemeinschaften von 53,5 Prozent der Wähler abgelehnt wurde. In der Beitrittsdiskussion spielte unter anderem die Frage eine Rolle, ob ein Beitritt den EG-Partnern freien Zugang zu den Fischereigewässern eröffnen würde. Als Folge dieser Niederlage und der offensichtlichen Fehleinschätzung des Wählerwillens führte die Volksabstimmung letztlich zum Rücktritt Brattelis am 7. Oktober 1972.

#### Finanzminister 1974 bis 1979 und das Kleppe-Paket gegen die Wirtschaftskrise
Ministerpräsident Bratteli ernannte Kleppe am 16. Oktober 1973 zum Finanzminister (Finansminister) in dessen zweiter Regierung. Das Amt des Finanzministers bekleidete er vom 15. Januar 1976 bis zu einer Kabinettsumbildung am 8. Oktober 1979 auch in der Regierung von Ministerpräsident Odvar Nordli. Sein Nachfolger wurde daraufhin Ulf Sand.
Während seiner sechsjährigen Amtszeit als Finanzminister hatte Kleppe maßgeblichen Einfluss auf die Wirtschaftspolitik Norwegens. Die Bekanntgabe des Fundes bedeutender Erdöl- und Erdgasvorkommen im Nordseebett am 29. August 1974 führte in der Folgezeit dazu, dass Norwegen zwar im Energiebereich autark wurde und Erdöl sowie Erdgas exportieren kann, sich aber neuen Problemen gegenübergestellt sah. So überforderte der beginnende Industrieboom den Arbeitskräftemarkt und führte zu einer Abwanderung aus Nordnorwegen.
Kleppe traf daraufhin mehrere wichtige Entscheidungen in der Wirtschaftspolitik wie eine antizyklische Finanzpolitik nach der Ölpreiskrise, um durch eine starke Beteiligung der Regierung der steigenden Arbeitslosigkeit entgegenzuwirken, zum Beispiel durch verschiedene Fördermaßnahmen und Garantieerklärungen für Schifffahrt und Schiffbau.
Den zu dieser spürbaren Inflationstendenzen versuchte Kleppe ebenfalls entgegenzuwirken. Ihm gelang es die Gewerkschaften teilweise davon zu überzeugen, dass die gegenüber dem Staat gemachten Lohnforderungen im Gegenzug Steuersenkungen und Maßnahmen zur Eindämmung der Inflation notwendig machten. Die als „Kleppe-Paket“ (‚Kleppe-pakke‘) bekanntgewordenen Maßnahmen waren zwar umstritten, erwiesen sich aber letztlich als wirksam.
Zugleich war er von 1974 bis 1981 Vorsitzender der norwegischen Delegation der norwegisch-portugiesischen Kommission für Zusammenarbeit. 1978 wurde ihm für die dortigen Verdienste das Großkreuz des Christusordens verliehen.
Der populäre Politiker spielte 1978 eine Nebenrolle als Storting-Abgeordneter in der Filmkomödie Olsenbanden + Data–Harry sprenger verdensbanken von Knut Bohwim mit Arve Opsahl, Sverre Holm und Carsten Byhring.

#### Leiter des Planungssekretariats 1980 bis 1981
Ende der 1970er-Jahre betrachtete Kleppe die Wirtschaftspolitik Nordlis zunehmend kritischer und forderte trotz steigender Einnahmen aus den Erdölverkäufen die Beachtung der Haushaltsdisziplin, was zu Vorwürfen von Seiten der Gewerkschaften führte und letztlich der Grund für die Entlassung als Finanzminister durch Nordli war.
Am 1. Januar 1980 übernahm Kleppe, der gleichwohl über großen Einfluss auf die Wirtschaftspolitik verfügte, in der Regierung Nordli daher das neu geschaffene Amt des Leiters für Langzeitplanungen und Zusammenarbeitsangelegenheiten im Ministerrang (Statsråd, Planleggingssekretariatet/Minister for samordnet Langtidsplanlegging). Diese Funktion bekleidete er auch in der ersten Regierung von Nordlis Nachfolgerin als Ministerpräsidentin, Gro Harlem Brundtland, bis zum Ende von deren Amtszeit am 14. Oktober 1981.

### Generalsekretär der EFTA
Am 1. Dezember 1981 wurde Kleppe Nachfolger des Schweizers Charles Müller als Generalsekretär der Europäischen Freihandelsassoziation (EFTA) und bekleidete dieses Amt bis zum 5. April 1988. Nachfolger wurde am 16. Oktober 1988 der Österreicher Georg Reisch. 1987 wurde ihm von der Sozialistischen Föderativen Republik Jugoslawien der Orden der jugoslawischen Flagge mit Goldstern und Halsband verliehen. Zugleich fungierte er zwischen 1987 und 1989 als Vorsitzender des Ausschusses zur Förderung der norwegischen Geld- und Kreditpolitik.
Nach Beendigung seiner Tätigkeit als EFTA-Generalsekretär verliehen ihm die Mitgliedsstaaten der EFTA 1988 das Großkreuz des Ordens des Löwen von Finnland, das Großkreuz des Falkenordens von Island sowie das Großkreuz des Nordstern-Ordens von Schweden. Darüber hinaus wurde er 1989 auch Kommandeur mit Stern des Sankt-Olav-Ordens.
Später war Kleppe von 1991 bis 1992 Vorsitzender des Beschäftigungsausschusses, zwischen 1992 und 1993 Vorsitzender des Überführungsausschusses sowie von 1994 bis 1995 Vorsitzender des Ausschusses für die damaligen zwei norwegischen Staatsbanken (Den Norske Stats Husbank und Statens Lånekasse for Utdanning). Zuletzt war er von 1999 bis 2007 Vorsitzender des Ausschusses der Arbeiderpartiet für Seniorenpolitik.
Kleppe starb im März 2021 nach kurzer Krankheit.

## Veröffentlichungen

### Bücher
- Main aspects of economic policy in Norway since the war, Oslo 1968.
- EFTA-NORDEK-EEC. Analys av de nordiska ländernas integrationsproblem, Stockholm 1970.
- Næringslivet på anklagebenken, Mitautor Einar Førde, Oslo 1972.
- Norsk økonomi og dens internasjonale sammenheng, Oslo 1979.
- Norges vei til Europa, Oslo 1989.
- Visjonen og hverdagen, Tiden Oslo 1990.
- Kleppepakke, Meninger og minner fra et politisk liv, Autobiografie, Oslo 2003.

in deutscher Sprache
- Anforderungen des internationalen Freihandels in den achtziger Jahren, Wien 1983.

### Artikel
- Hvem tjener på industrien?, Mitautor Jan Idriksen, in: Industriforum, Oslo 1977.
- Utviklingen av de offentlige utgifter og styringen av disse i de nordiske land i 70-årene, in: Nordisk Administrativt Tidsskrift, Kopenhagen 1981.
- Synspunkter på norsk sentraladministrasjon, in: Nordisk Administrativt Tidsskrift, Kopenhagen 1982.
- International trends in developments of production and industrial structure, in: EFTA occasional papers Ausgabe 1, Genf 1983.
- Status for Keynesianitan, in: EFTA occasional papers, Ausgabe 3, Genf 1983.
- Motkonjunkturpolitikken i midten av 1970-årene, in: Full sysselsetting og økonomisk vekst. Festskrift til Eivind Erichsen, Oslo 1987.
- Kan Stortingets budsjettsaldering forenkles?, in: Med Finanskomiteen i arbeid, Oslo 1988.
- Kampen om 70-åra, in: Festskrift til Gudmund Hernes, 1991.
- Internasjonaliseringen og sysselsettingen, in: Tanker om ledelse - i kjølvannet av LOS, 1994.
- Økonomisk vekst og konkurranseevne - hva er de sentrale faktorene?, in: Per Heum und Dag Stokland (Herausgeber): Internasjonalisering og nasjonal næringspolitikk, in: Fafo-Rapport, 1994.
- Solidaritetsalternativet: fortid og framtid, in: Fafo-Rapport, Oslo 1999.
- Arbeidslinjer og de svake gruppene på arbeidsmarkedet, in: Fafo-Rapport, Oslo 1999.
- Bedre tjenesteyting i kommunene, in: Fafo-Rapport, Oslo 1999.